# Renata Śliwińska
Renata Śliwińska (* 5. September 1996 in Skwierzyna) ist eine polnische Paralympionikin. Im Diskuswurf startet sie in der Klasse F41, im Kugelstoßen in F40.
Ihren ersten internationalen Wettkampf bestritt sie 2016 in Grosseto, wo sie zweifach Gold erkämpfte.
2021 erhielt sie die Auszeichnung als Verdiente der Stadt Skwierzyna. Im September desselben Jahres wurde Renata Śliwińska vom Präsidenten Polens zum Ritter des Orden Polonia Restituta ernannt.

## Erfolge
Paralympische Spiele
- 2016: 6. Platz im Diskuswurf und im Kugelstoßen
- 2020: 1. Platz im Kugelstoßen
- 2020: 8. Platz im Diskuswurf

Weltmeisterschaften
- 2017: 2. Platz im Kugelstoßen
- 2019: 2. Platz im Kugelstoßen

Europameisterschaften
- 2016: 1. Platz im Kugelstoßen[2]
- 2016: 1. Platz im Diskuswurf[2]
- 2018: 1. Platz im Kugelstoßen[1]
- 2018: 2. Platz im Diskuswurf[1]
- 2021: 1. Platz im Kugelstoßen[1]
- 2021: 2. Platz im Diskuswurf[1]